# Fritz Wiedemann
Fritz Wiedemann (ur. 16 sierpnia 1891 w Augsburgu, zm. 17 stycznia 1970 r. w Postmünster) – niemiecki żołnierz i działacz NSDAP. W latach 1934–1938 był osobistym adiutantem Adolfa Hitlera, który służył z nim podczas I wojny światowej.

## Okres wojny
Wiedemann i Hitler po raz pierwszy spotkali się podczas pierwszej wojny światowej gdy Hauptmann Wiedemann jako adiutant pułkowy 16 bawarskiego zapasowego pułku piechoty był przełożonym kaprala Hitlera. Razem z Maxem Axmannem, był on jednym z najbardziej wspierających Hitlera ludzi w pułku, nominował go do Krzyża Żelaznego Pierwszej Klasy, który Hitler otrzymał w 1918 roku. Gdy dostarczano dowody do procesów norymberskich, Wiedemann zasugerował, że Hitler zaprzepaścił szanse na otrzymanie awansu w pułku w związku z tym, że określał oficerów dowodzących „Czechami”.

## Adiutant Hitlera
Po wojnie Wiedemann opuścił armię i został rolnikiem, początkowo odrzucił ofertę Hitlera w 1922 roku, aby pomóc mu przy organizacji bojówek SA. Jednakże, gdy Hitler doszedł do władzy, Wiedemann przyjął nową ofertę Hitlera jaką była początkowo praca w biurach Rudolfa Hessa, zanim został adiutantem Hitlera, oraz członkostwo w NSDAP (od 2 lutego 1934 roku). Odtąd był ciągle przy Hitlerze, towarzyszył mu podczas wizyt, ułatwiał spotkania i kontakty z Hitlerem m.in. poprzez korespondencję. Uczestniczył także w spotkaniu z lordem Halifaxem lipcu 1938 roku dotyczącym przyłączenia Sudetów do Rzeszy.

## Służba dyplomatyczna
Niedługo po tym Wiedemann stracił przychylność Hitlera. W styczniu 1939 roku został mianowany konsulem generalnym w USA w San Francisco. W publicznych wystąpieniach nadal popierał nazizm, prowadził także rozrywkowe życie uczestnicząc w spotkaniach towarzyskich, był członkiem ekskluzywnego Olimpic Club oraz pojawiał się w artykułach gazety Herb Caen. W 1941 roku w lokalnym sądzie federalnym pojawiły się zarzuty sugerujące, że pracował przy pronazistowskich inicjatywach wraz z Henrym Fordem. Prywatnie jednak Wiedemann całkowicie zerwał z nazizmem. Spotkał się z brytyjskim agentem Sir Williamem Weismanem, ostrzegł go, że Hitler ma niestabilną osobowość i oczekiwał natychmiastowego ataku Brytyjczyków na Niemcy. Zaoferował także, publiczne wystąpienie, które miało potępić władzę nazistów, jednak w tym czasie Biały Dom nie był zainteresowany ofertą.
Dr Weber odnalazł zapis rozmów Wiedemanna z 1940 roku w których przestrzega on przed Hitlerem i stwierdza, że Hitler ma „podzieloną osobowość i zajmuje znaczące miejsce wśród najbardziej okrutnych ludzi świata, sam widzi siebie jako lepszego niż Napoleon i przyjaźń z nim byłaby niemożliwa”. Wiedemann powiedział Wisemanowi o planach zdobycia przez Hitlera Wielkiej Brytanii i „silnie rekomendował” aby Brytyjczycy uderzyli szybko oraz „tak mocno jak to tylko możliwe”.
Powiedział także Wisemanowi, że morale narodu niemieckiego i wsparcie dla Hitlera są niskie. Dr Weber powiedział, że gdyby Hitler wiedział o „zdradzie” Wiedemanna skazałby go na karę śmierci.
Później Wiedemann wysłany był do Tiencinu, gdzie był ważną postacią w niemieckim szpiegostwie w Chinach.
Wiedemann był źródłem dowodów podczas procesów norymberskich, chociaż zarzuty wobec niego zostały umorzone w 1948 roku. Później powrócił do rolnictwa znikając z życia publicznego.